# Nosiciel wahadłowców

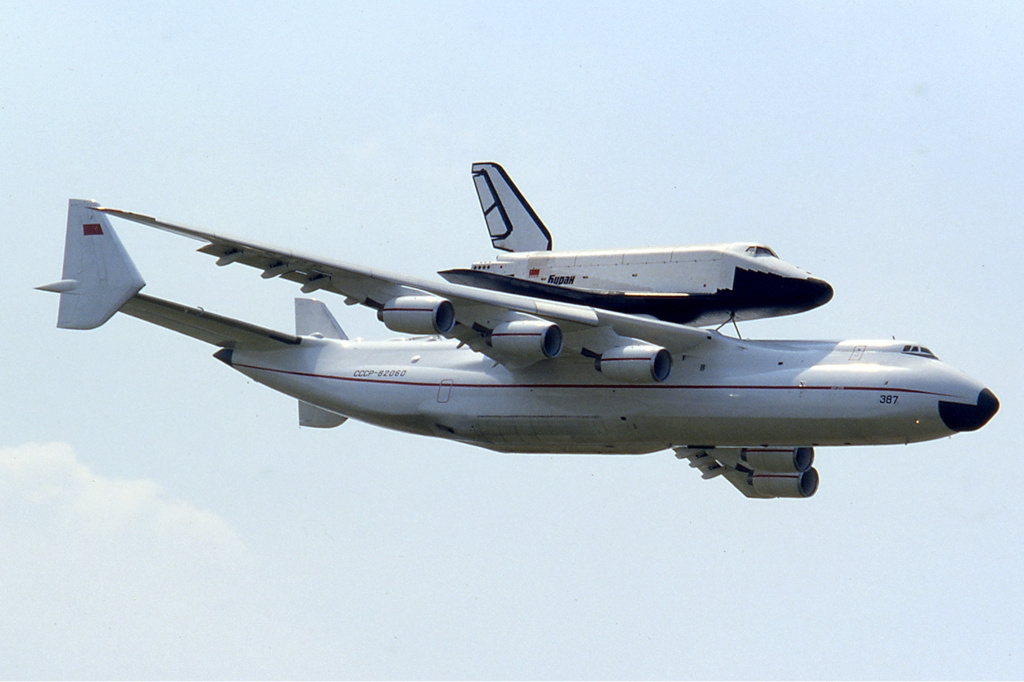
Antonow An-225 z przyłączonym promem Buran, na pokazach lotniczych w Paryżu w 1989

Nosiciel wahadłowców – określenie opisujące samoloty służące do przenoszenia promów kosmicznych. Były tylko dwa modele samolotów, które potrafiły wykonywać takie zadania:
- Boeing 747 Shuttle Carrier Aircraft: zmodyfikowane samoloty Boeing 747 wykorzystywane przez NASA do przewozu promów używanych w programie STS.

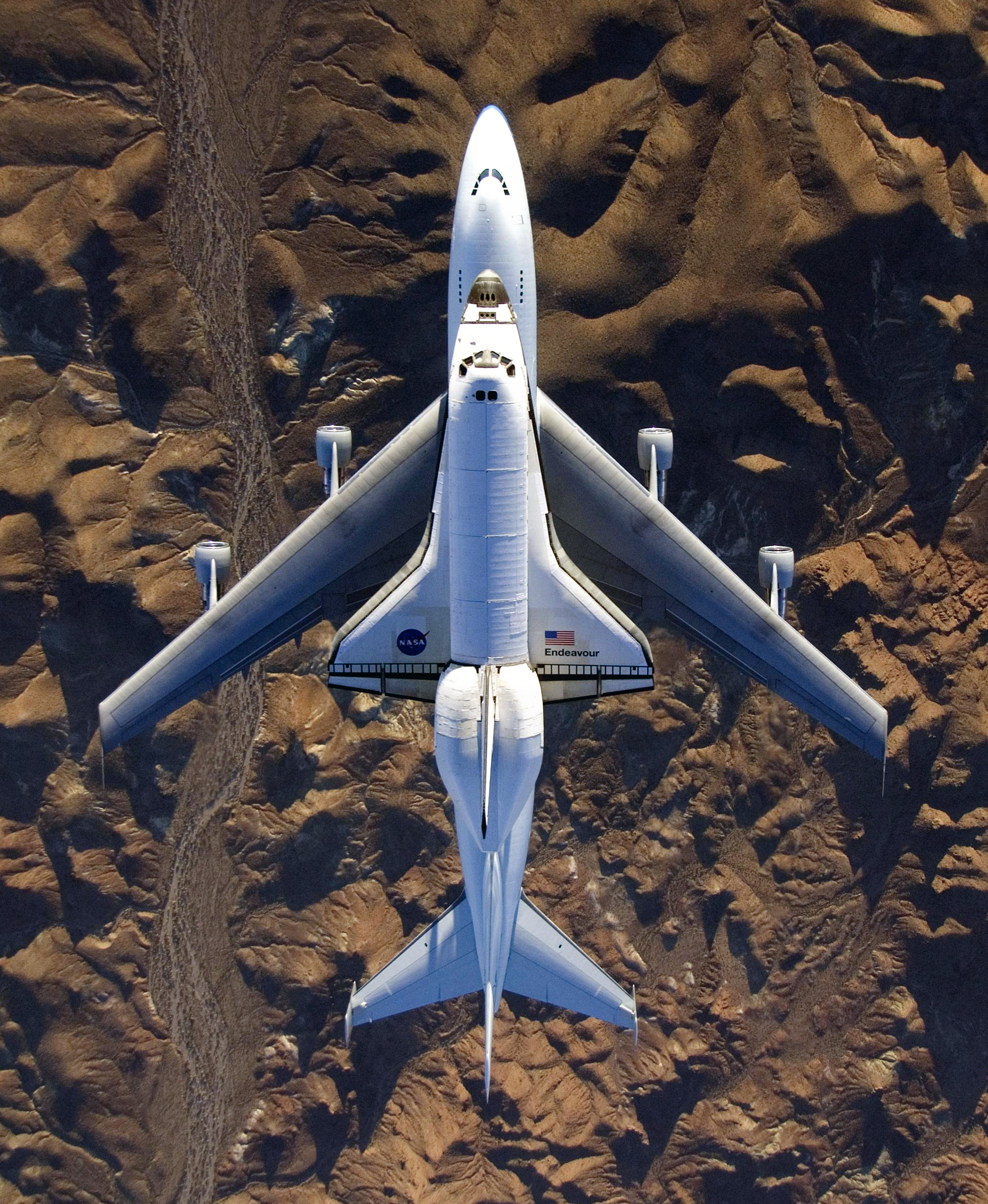
Należący do NASA zmodyfikowany Boeing 747, tzw. nosiciel wahadłowców, przelatujący nad pustynią Mojave w drodze powrotnej do Centrum Kosmicznego imienia Johna F. Kennedy’ego na Florydzie przewożący na grzbiecie prom kosmiczny Endeavour, który zakończył misję STS-126

- Należący do NASA zmodyfikowany Boeing 747, tzw. nosiciel wahadłowców, przelatujący nad pustynią Mojave w drodze powrotnej do Centrum Kosmicznego imienia Johna F. Kennedy’ego na Florydzie przewożący na grzbiecie prom kosmiczny Endeavour, który zakończył misję STS-126Antonow An-225 Mrija: wykorzystywany w radzieckim programie Buran do przewozu zarówno orbiterów, jak i części rakiety Energia, największy i jedyny taki samolot na świecie.

## Shuttle Carrier Aircrafts

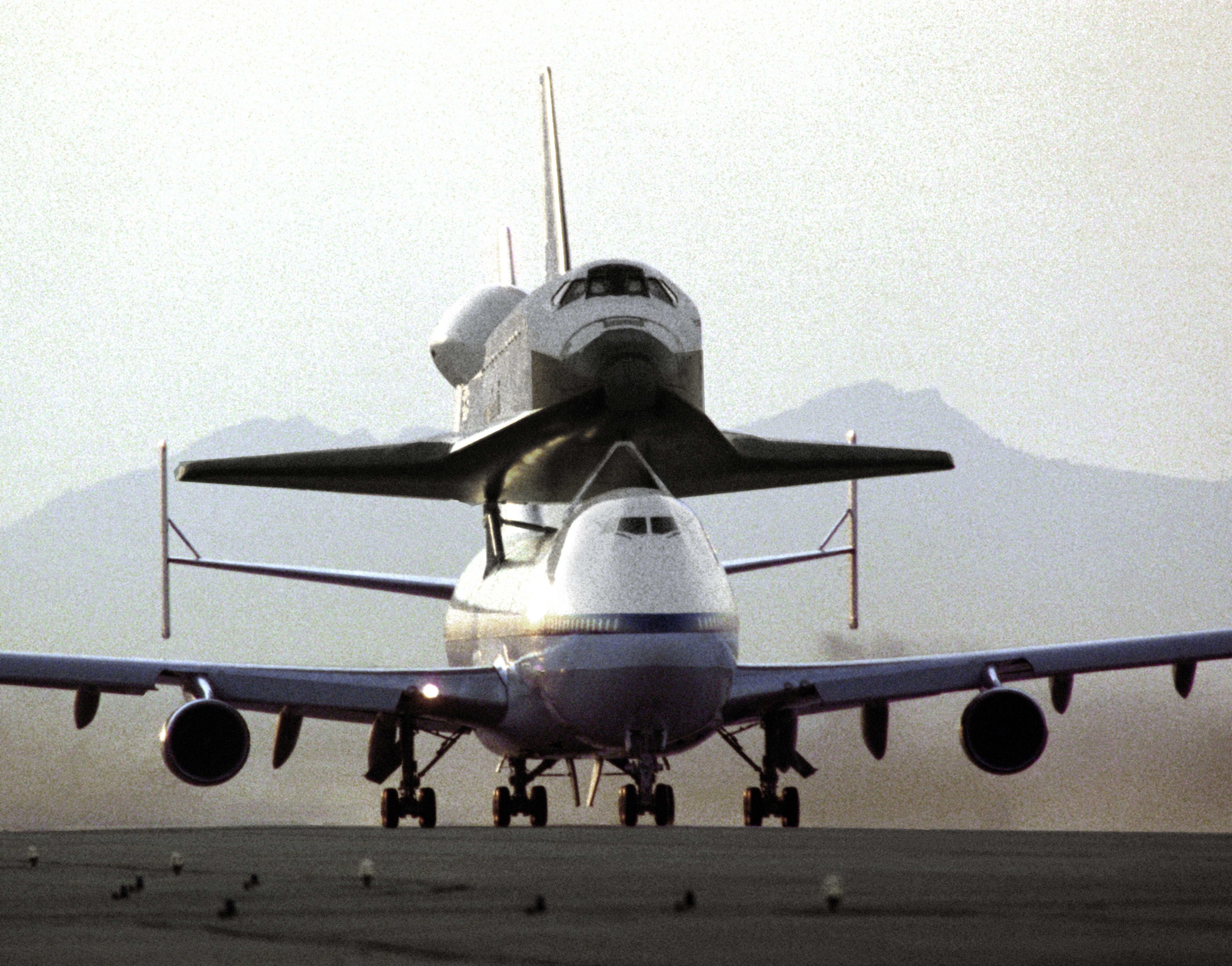
Nosiciel wahadłowców NASA 911 z promem kosmicznym Endeavour na grzbiecie, kołuje na pas startowy, aby rozpocząć podróż z Rockwell's Plant 42 w Palmdale w Kalifornii, gdzie orbiter był zbudowany, do Centrum Kosmicznego imienia Johna F. Kennedy'ego na Florydzie.

NASA używa dwóch zmodyfikowanych komunikacyjnych samolotów Boeing 747 przeznaczonych do użycia jako nosicieli wahadłowców. Oryginalnie wyprodukowane jako samoloty rejsowe, po modyfikacjach w zakładach Boeinga zostały oddane do NASA. Ich oryginalna nazwa to Shuttle Carrier Aircrafts (SCA). Jeden z nich to model 747-100, a drugi jest oznakowany jako 747-100 SR /krótki zasięg/. Odrzutowce są podobne z wyglądu jak i w konstrukcji.
Samoloty serii 747 są czterosilnikowymi samolotami o międzykontynentalnym zasięgu, eksploatację rozpoczęły w 1970 roku.
Cechy, które wyróżniają obydwa SCA spośród pozostałych standardowych odrzutowców liniowych z serii 747:
- Trzy wysięgniki z punktami mocowania wahadłowca w górnej części kadłuba, jeden z przodu, dwa z tyłu
- Dwa dodatkowe stateczniki pionowe, po jednym na końcach statecznika poziomego do zwiększenia stateczności kierunkowej
- Zostały usunięte wszystkie elementy wewnętrznego wyposażenia samolotu od tyłu aż do przednich drzwi
- Oprzyrządowanie używane przez załogę samolotu i techników do monitorowania wahadłowca w czasie przelotu, podczas załadunku i rozładunku
- Pojemniki na żwir do wyważenia samolotu podczas przelotu z wahadłowcem

## N905NA
Pierwszym nosicielem wahadłowców był N905NA. American Airlines dostarczyły go w 1974 roku. SCA wykonał serię lotów badawczych w Centrum Badania Lotu imienia Neila A. Armstronga (wówczas Centrum Badania Lotu Hugh L. Drydena)  w celu poszukiwania sposobów zredukowania turbulencji powodujących kłopoty ze sterowaniem. Badania NASA pomogły Federal Aviation Administration zmodyfikować procedury podejścia do lądowania i procedury odlotów samolotów komercyjnych.

Podczas tych badań NASA 905 był modyfikowany przez firmę Boeing do jego obecnej konfiguracji. W 1977 roku powrócił do Ośrodka Drydena (obecnie im Armstronga), gdzie spełnił swoją rolę w lotach testowych wahadłowca podczas lotu zbliżania, podejścia do lądowania i lądowania. Testy odbywały się w ramach programu Approach and Landing Tests (ALT). Wreszcie serie lotów z prototypem wahadłowca Enterprise, naziemne testy kołowania upoważniły samolot do występowania w roli nosiciela wahadłowców.
System awaryjnego opuszczania samolotu składał się z tunelu wyjściowego ciągnącego się z pokładu do włazu znajdującego się w dolnej części kadłuba. System zawierał również pirotechniczny mechanizm zwalniający właz i okna kabiny samolotu.
System awaryjnego opuszczania samolotu został usunięty z N905NA po pozytywnym zakończeniu programu ALT.
NASA 905 był jedynym SCA używanym przez program kosmicznych wahadłowców do września 1990 roku, kiedy to został dostarczony NASA 911 jako kolejny SCA.

## N911NA
Drugi SCA NASA otrzymała od Japan Airlines w 1989 roku. Był on również modyfikowany przez korporację Boeing, przyjął oznaczenie N911NA i po modernizacji przybył do NASA w październiku 1990 roku.

## Dane techniczne
Wymiary:
- Rozpiętość skrzydeł: 65,20 metrów
- Długość: 77,25 metrów
- Wysokość: szczyt statecznika pionowego 21,25 metrów, szczyt kokpitu 10,9 metra
- Podstawowa waga: NASA 905 – 144 266 kg, NASA 911 – 146 525 kg
- Maksymalna całkowita waga kołowania 323 411 kg
- Maksymalna waga lądowania 272 155 kg

Silniki:
- Cztery silniki turboodrzutowe Pratt & Whitney JT9D-7J każdy o ciągu 50 tys. lbf (ok. 222 kN).

Osiągi:
- Maksymalna szybkość z wahadłowcem i bez wahadłowca: 735 km/godz. (0,6 Macha)
- Maksymalny pułap z wahadłowcem: 3962 m – 4572 m
- Zasięg z wahadłowcem: 1852 km
- Pojemność zbiorników paliwa: 214 621 l paliwa dla samolotów odrzutowych

## Przygotowanie do załadunku

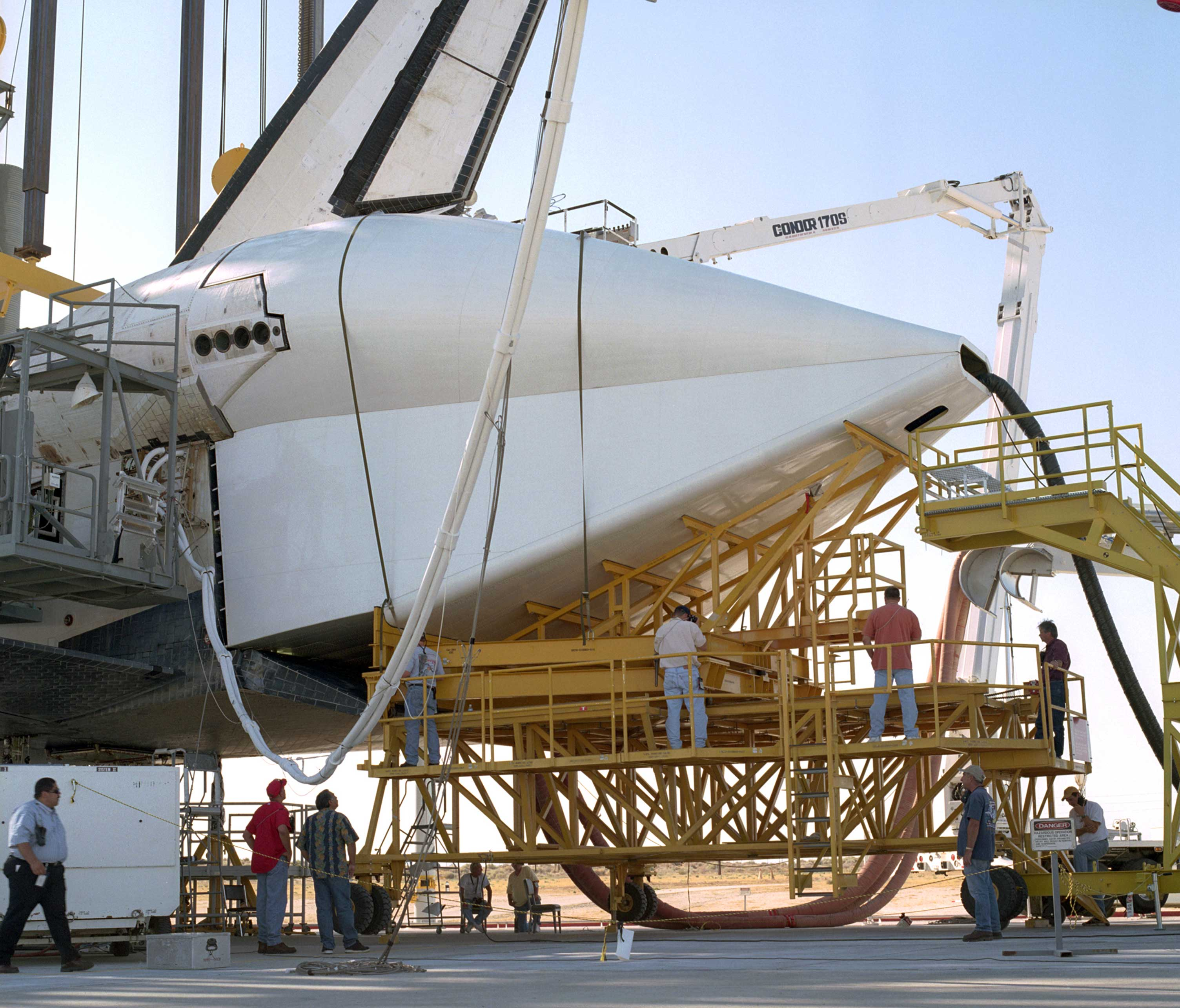
Technicy dołączają do wahadłowca stożkowe zakończenie kadłuba, które ma pomóc zmniejszyć opór aerodynamiczny i turbulencje podczas transportu drogą powietrzną na grzbiecie SCA

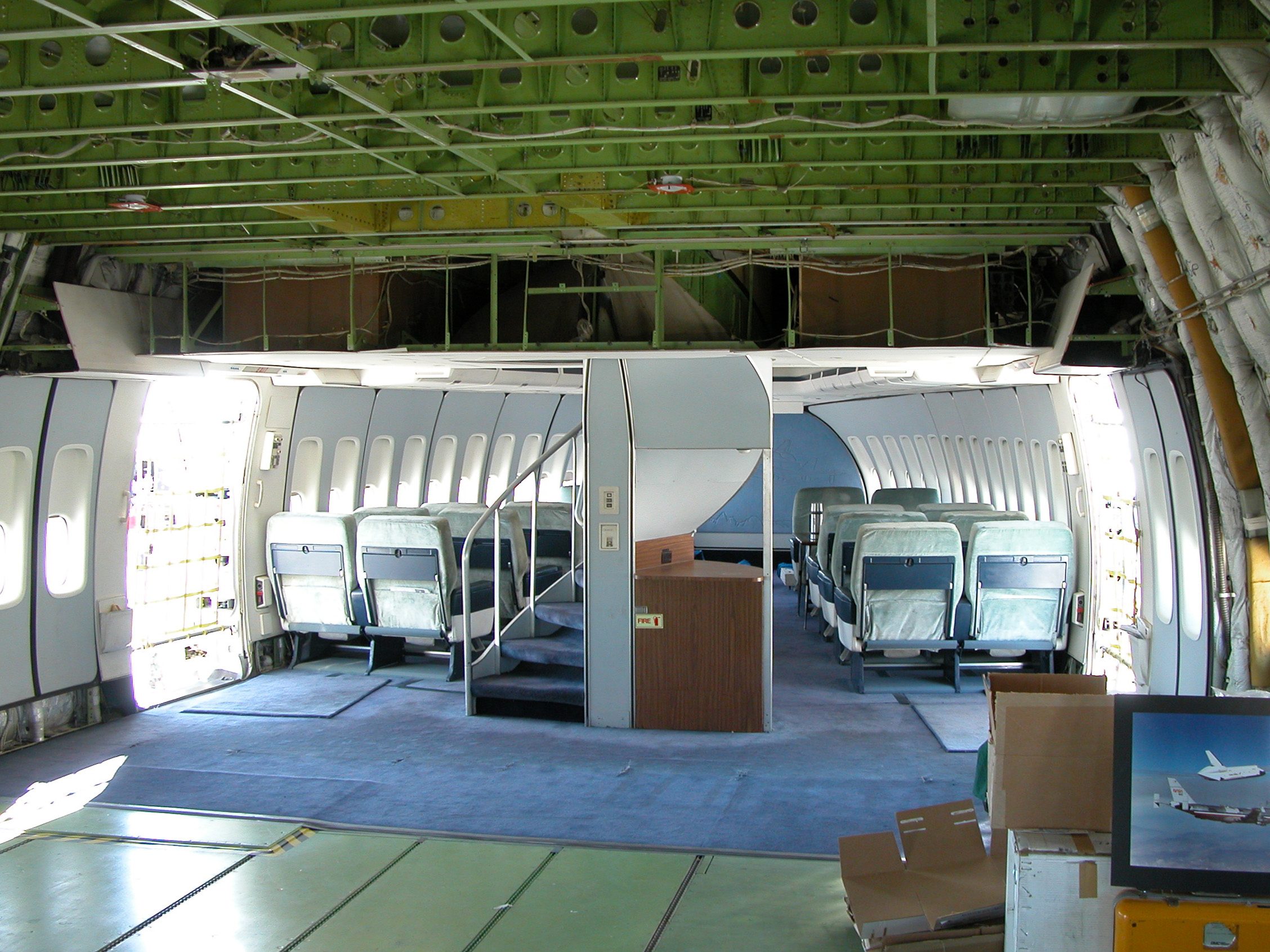
Do podłogi byłej pierwszej klasy przymocowane są dwie tony surówki żelaza

SCA jak każdy samolot wymaga wyważenia, czyli umieszczenia środka ciężkości we właściwym miejscu. Podczas transportowania wahadłowca SCA staje się ciężki na ogon, ze względu na ciężkie silniki rakietowe promu kosmicznego. Aby przesunąć środek ciężkości do przodu, w byłej pierwszej klasie umieszcza się 2 tony surówki żelaza. Surówka jest przymocowana do podłogi. Jako balast umieszczone w samolocie jest także 3,5 tony żwiru. Żwir umieszczony jest w kontenerach w przednich, dolnych przedziałach ładunkowych.

## Mate Demate Device - Suwnica bramowa
Nosiciele (SCA) są używane do transportowania wahadłowców z miejsc lądowania do kompleksu startowego w Centrum Kosmicznym im. Kennedy'ego. Do montowania i demontażu wahadłowca z grzbietu SCA służy potężna suwnica bramowa (Mate-Demate), która podnosi prom z ziemi i umieszcza go na trzech wspornikach na szczycie odrzutowca.
Istnieją dwie takie suwnice, jedna w Centrum Badania Lotu imienia Neila A. Armstronga, druga w KSC. Suwnice MDD zostały zbudowane w 1978 roku.
Kiedy wahadłowiec ląduje w Dryden, jest wtedy holowany do urządzenia Mate-Demate Device (MDD). Tam po zakończonym locie na orbitę przeprowadzana jest obsługa i następuje przygotowanie do transportu drogą powietrzną do Kennedy Space Center. Całość prac normalnie trwa pięć dni. Następnie prom jest podnoszony przez MDD i umieszczany na specjalnych punktach montażowych na grzbiecie kadłuba SCA.

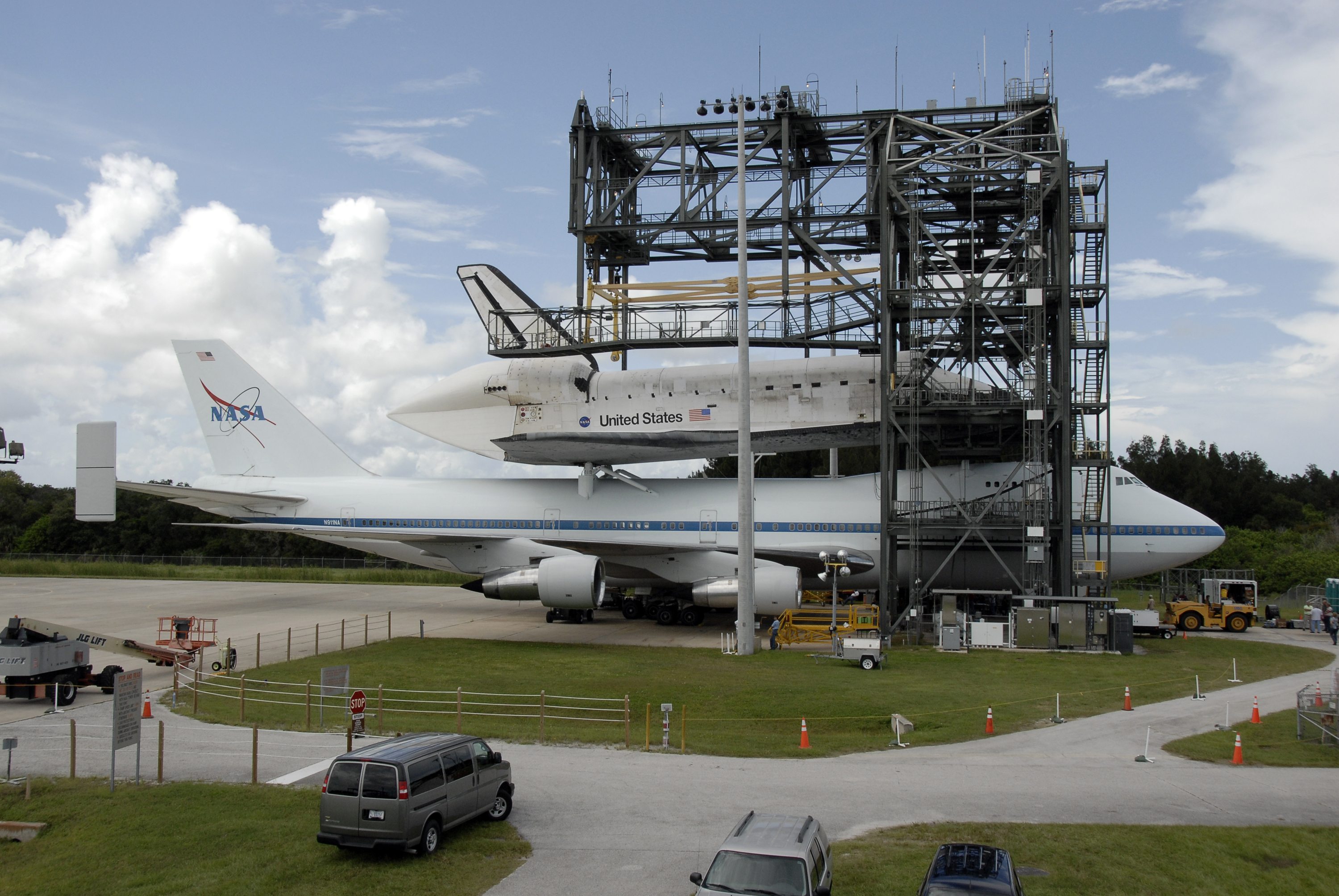
KSC. Platforma MDD otacza SCA z promem Discovery na grzbiecie
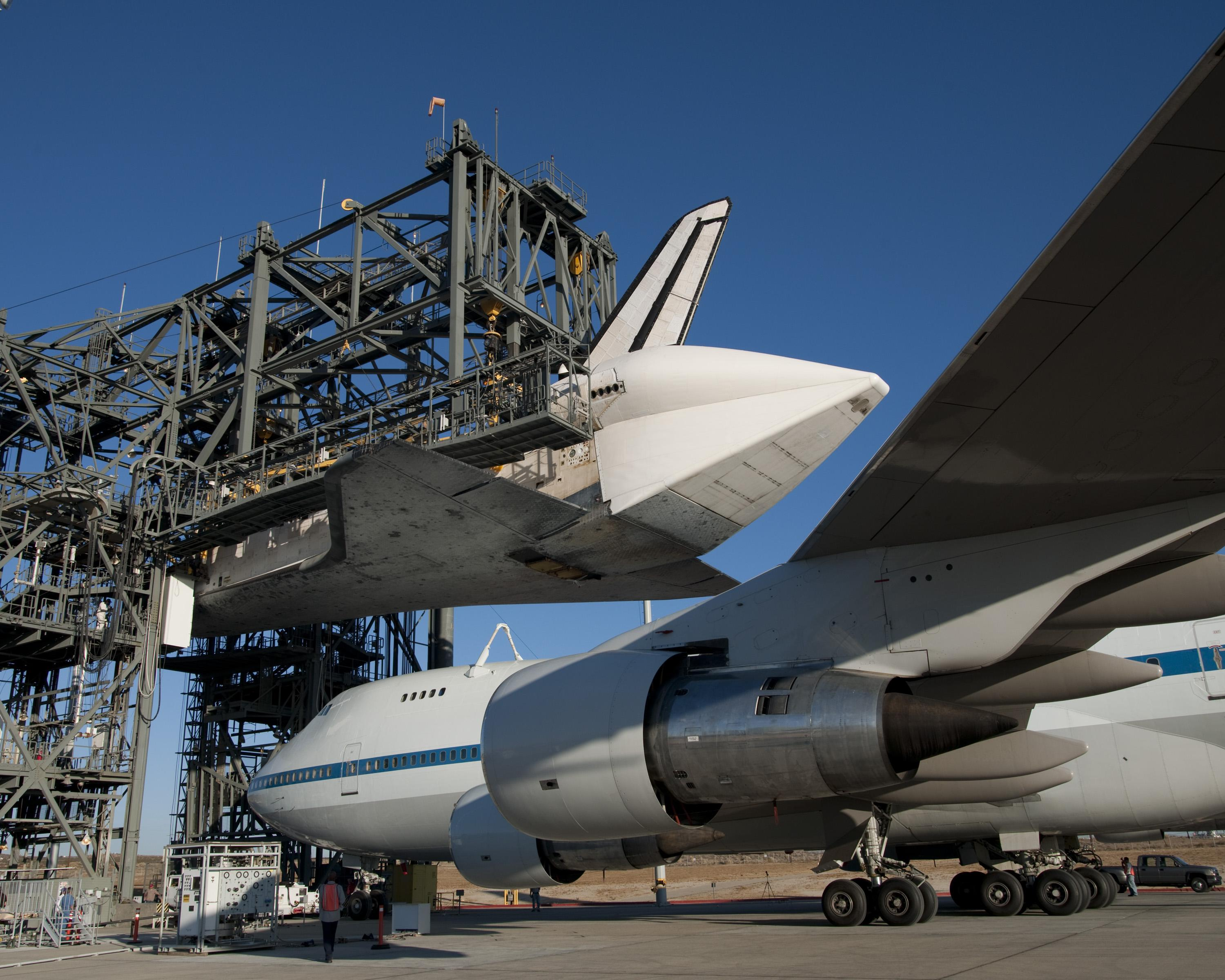
Wahadłowiec Discovery jest uniesiony 20 metrów nad ziemią, poniżej niego holowany jest SCA. To MDD znajduje się w Dryden
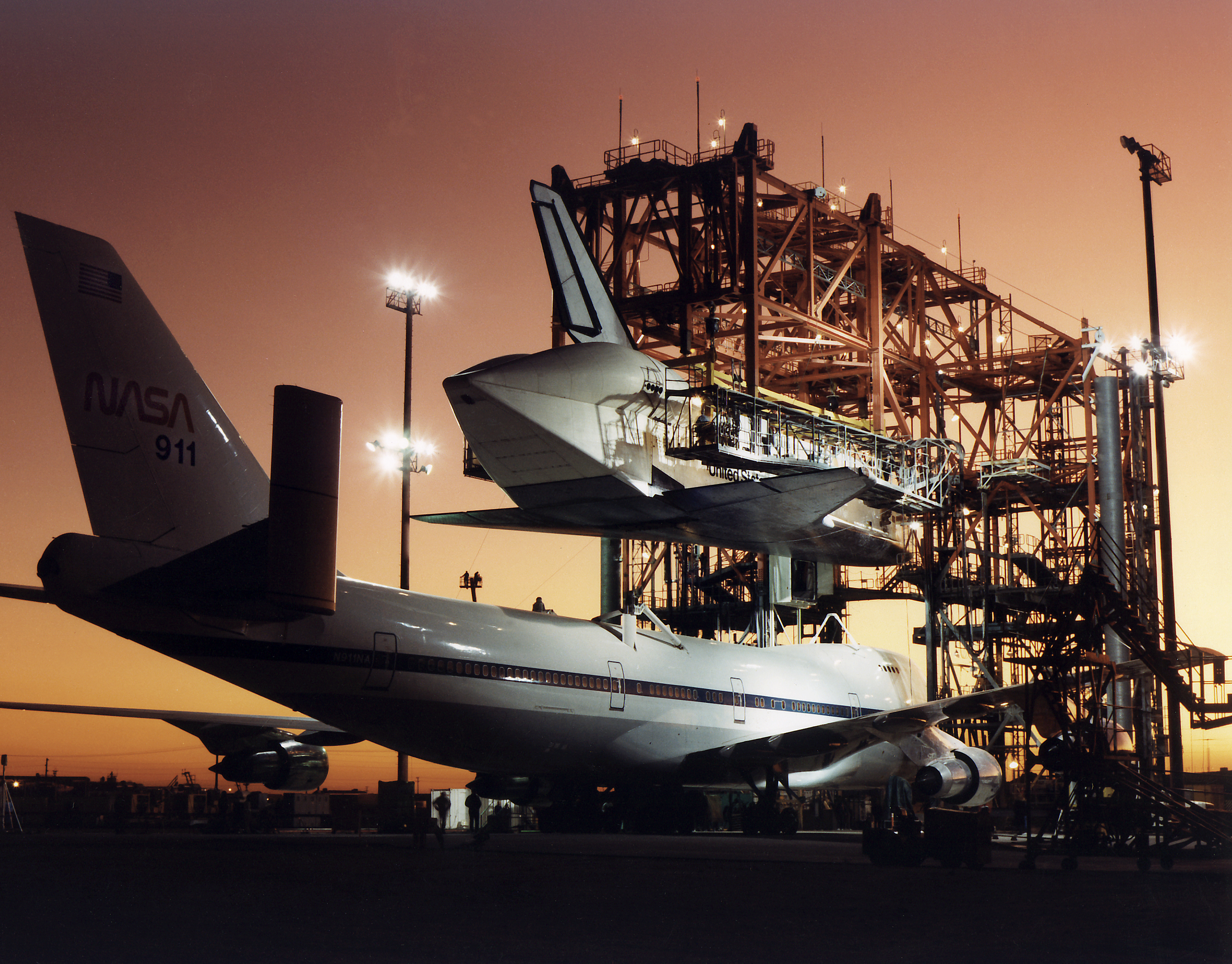
Technicy rozpoczynają montowanie promu kosmicznego Atlantis na grzbiecie SCA
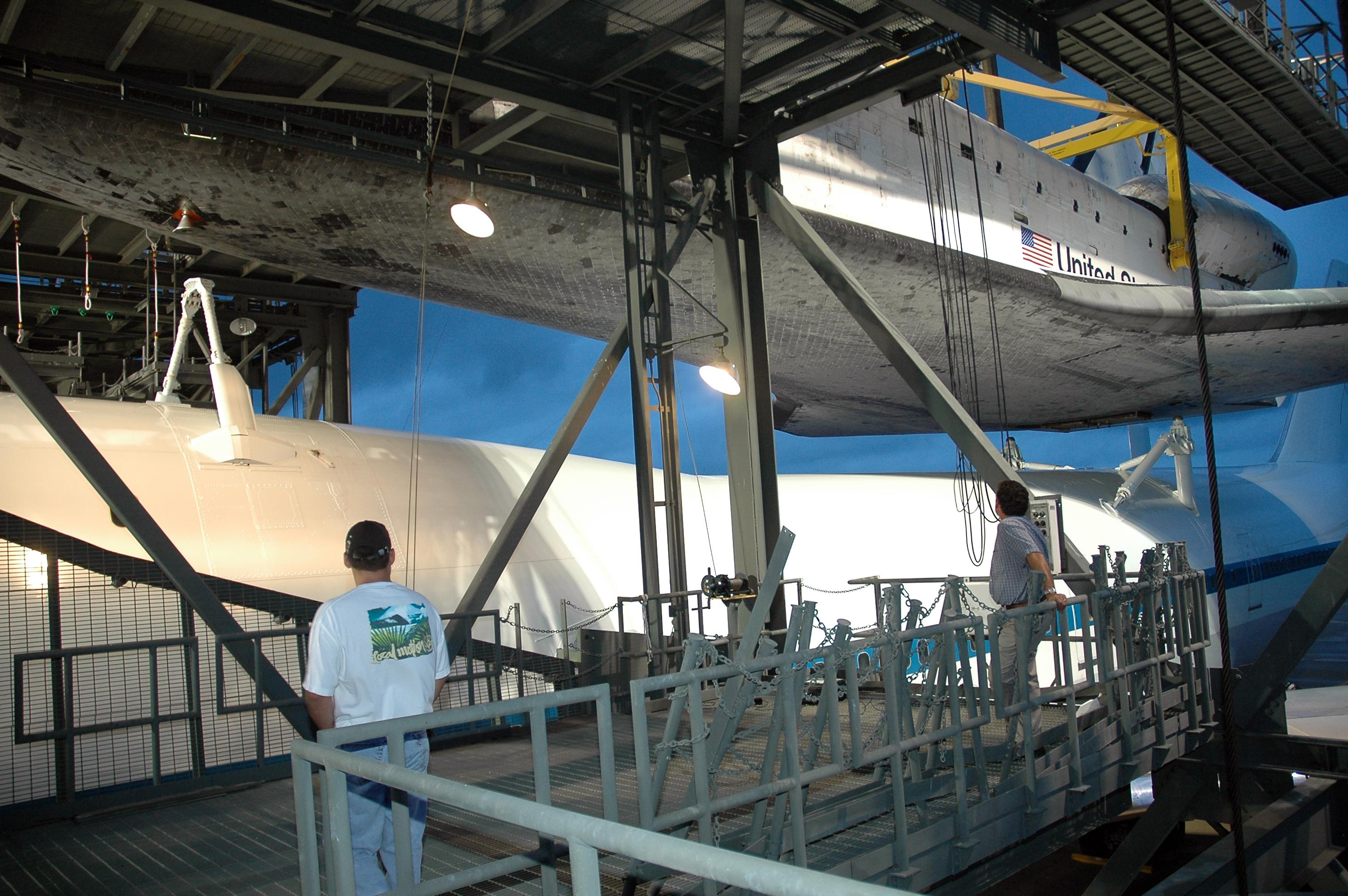
Na suwnicy mate-demate technicy kontrolują postęp podnoszenia wahadłowca Atlantis z punktów montażowych na kadłubie SCA
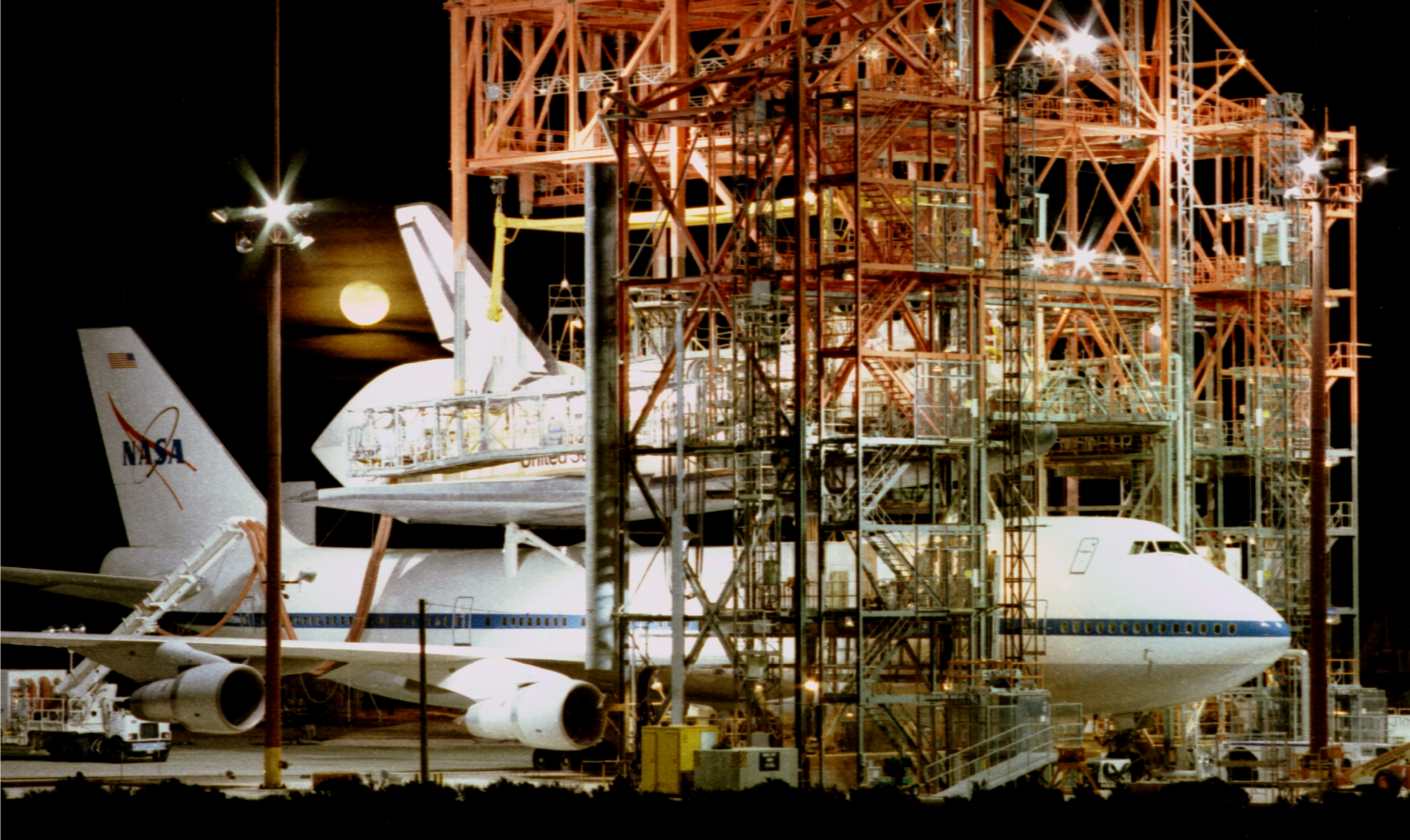
Prom Atlantis na grzbiecie SCA w suwnicy bramowej przygotowywany jest do powrotu do Centrum Kosmicznego im. Kennedy'ego
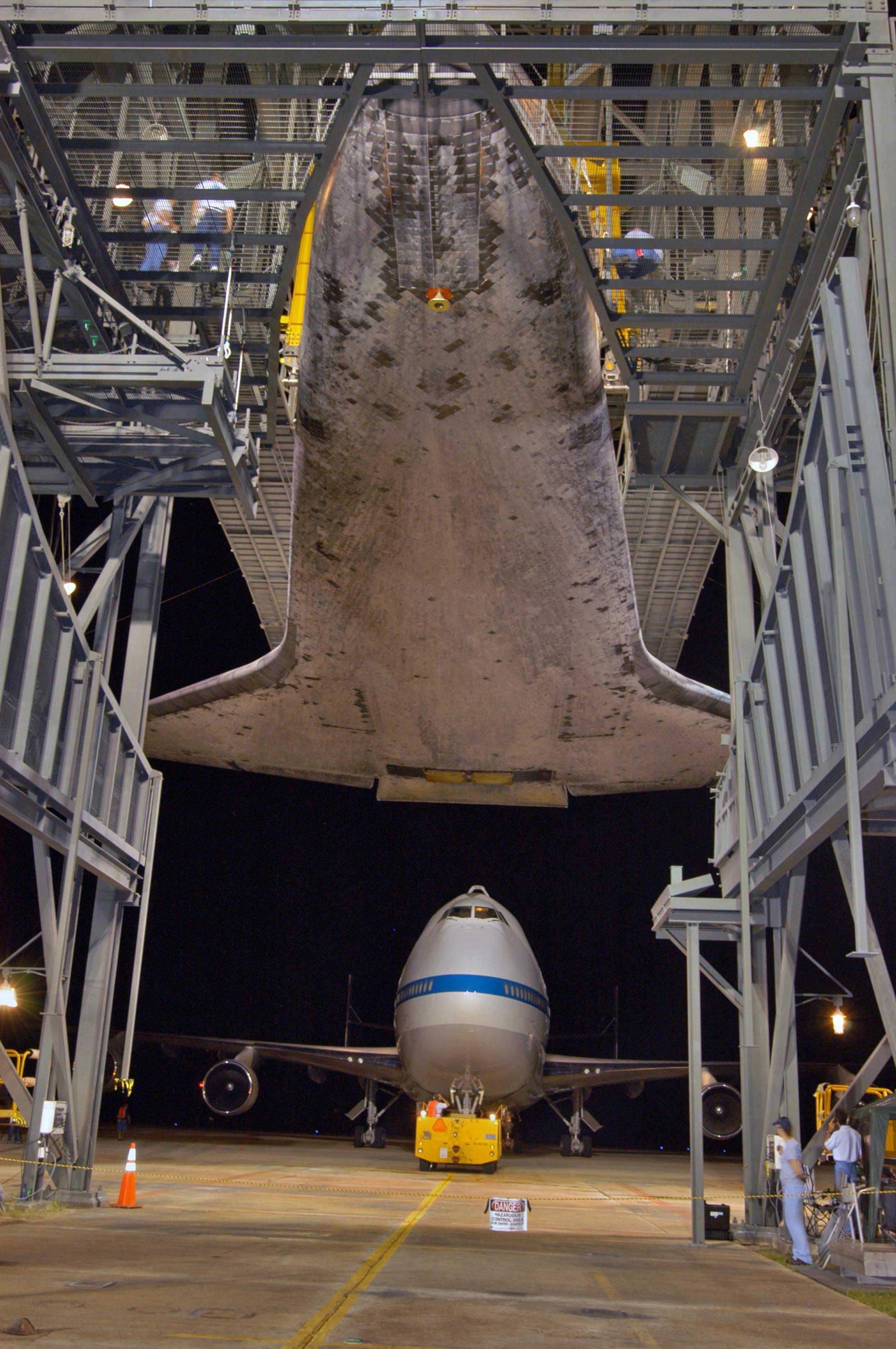
Prom kosmiczny w uścisku suwnicy Mate-Demate czeka na SCA
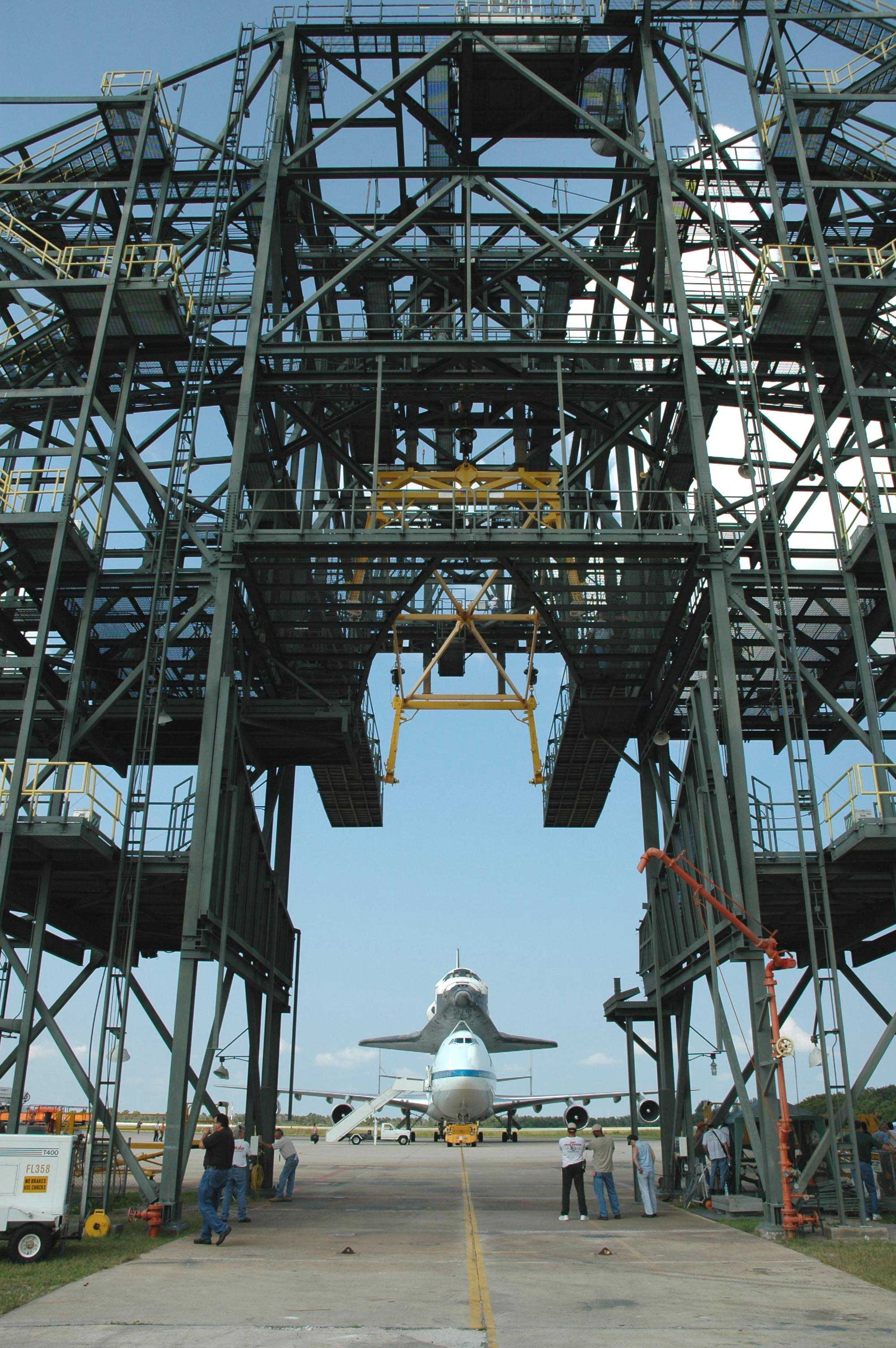
Prom kosmiczny gotowy do powrotu do domu
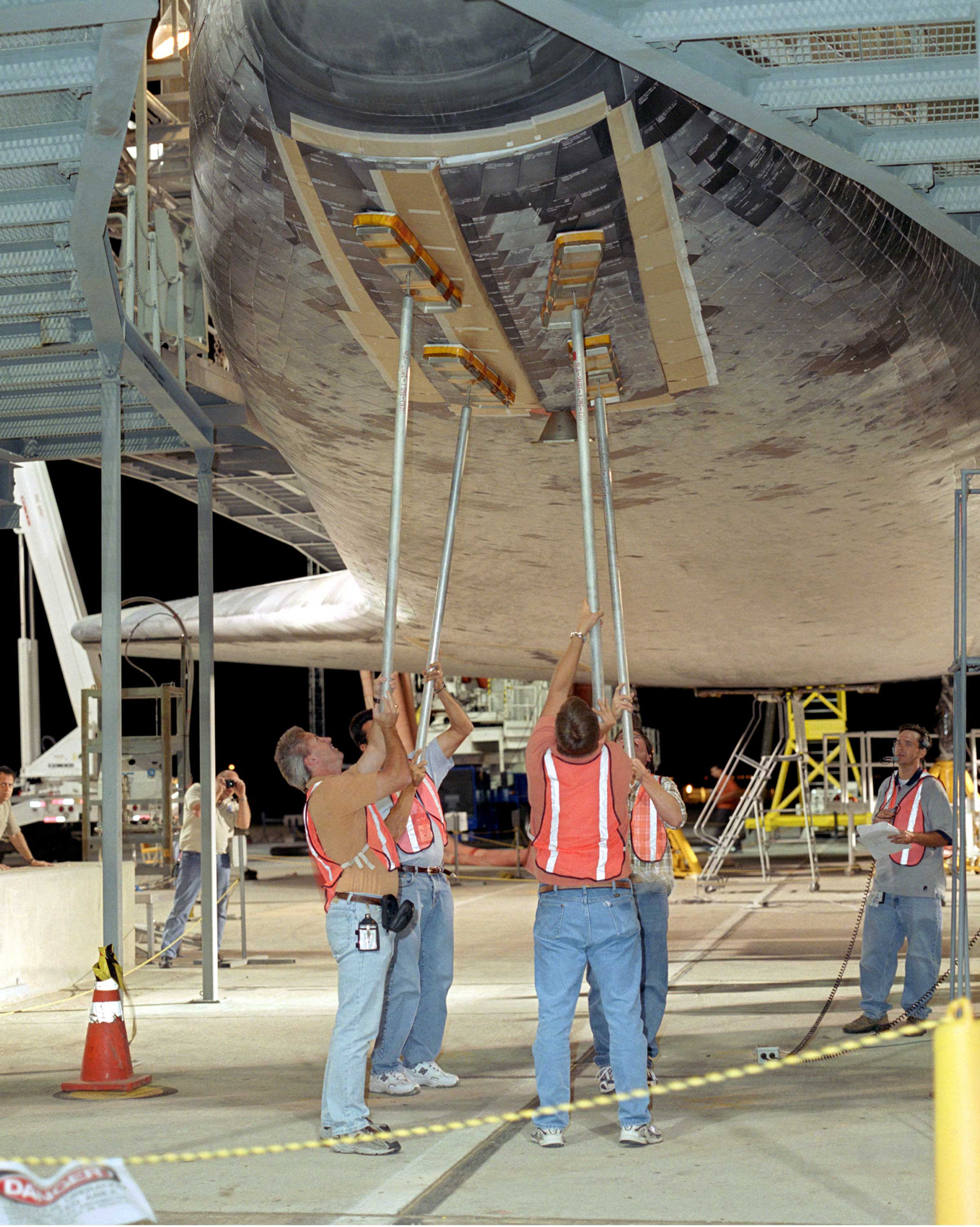
Zamykanie luku przedniego podwozia jest jednym z końcowych kroków serwisowania przed umieszczeniem Space Shuttle Discovery na grzbiecie kadłuba SCA